# Samuel Rosenwald
Samuel Rosenwald (* 18. Juni 1828 in Bünde, Provinz Westfalen, Königreich Preußen, Deutscher Bund; † 19. Oktober 1899 in Springfield, Illinois, Vereinigte Staaten) war ein deutscher Unternehmer.

## Leben
Rosenwald wuchs in der jüdischen Gemeinde in Bünde auf. In seiner Heimatstadt absolvierte er die Ausbildung zum Kaufmann und arbeite anfangs auch dort. 1854 wanderte er mit dem Schiff Wilhelmine in die Vereinigten Staaten aus. In Baltimore, Maryland, betrat er US-amerikanischen Boden. Im ersten Jahr arbeitete er als Handelsreisender, bevor er ein Geschäft in Winchester, Virginia, eröffnete. Nach einem weiteren Jahr kehrte er nach Baltimore zurück, um dort ein neues Geschäft zu eröffnen.
Um 1856 ging er eine Partnerschaft mit dem Tuchmacher Hammerslough ein. Am 23. August 1857 heiratete er in Baltimore, Maryland, ein Mitglied der Familie Hammerslough, Augusta Hammerslough (1833–1921). Nach der Hochzeit zog das Paar nach Peoria, Illinois, um ein Bekleidungsgeschäft für die Familie Hammerslough zu leiten. Der Laden florierte und Rosenwald kaufte innerhalb von sechs Monaten die Hammerslough-Anteile auf. Er leitete das Geschäft in Peoria bis 1860, als er es verließ, um Geschäfte in Talladega, Alabama, und Evansville, Indiana zu eröffnen.
1861 zog er nach Springfield, Illinois, und eröffnete in Zusammenarbeit mit den Hammerslough Brothers ein neues Bekleidungsgeschäft. Das Geschäft florierte, insbesondere durch den Verkauf von Uniformen an Unionssoldaten während des Bürgerkriegs. Erneut kaufte er im Februar 1868 die Hammerslough-Anteile und gründete das Geschäft 1876 als sein eigenes Geschäft. Später verkaufte er sein Geschäft 1886 an die Familie Myers, um nach Chicago zu ziehen, um die neue Kleidung seines Sohnes Julius zu unterstützen Wirtschaft, Rosenwald & Weil.
Während ihres Aufenthalts in Springfield wohnte die Familie in der Nähe des Hauses der Familie Abraham Lincoln, zunächst einen Block entfernt, dann auf der anderen Straßenseite. Samuel Rosenwald war in seiner Gemeinde sehr aktiv und fungierte 1867, obwohl er relativ neu in der Gegend war, als Präsident der jüdischen Kultstätte der Familie, der Gemeinde B’rith Sholom.
Samuel Rosenwald und seine Frau Augusta (Hammerslough) Rosenwald hatten sechs Kinder: Benjamin S., Julius S., Maurice S., Selma S., Sophie und Lewis S. Rosenwald. Die Familie besuchte die Synagoge B’rith Sholom in der North Fifth Street in Springfield und Samuel war Mitglied des Ancient Order of United Workmen (AOUW), Capital City Lodge, Nr. 38, des International/Independent Order of B’Nai B’ Rith (IOBB) Emes Loge Nr. 67 und ein Freimaurerloge in Peoria, Loge Nr. 15. In seinen späteren Jahren litt er unter seiner sich verschlechternden Gesundheit. Im Januar 1894 hatte er einen Schlaganfall.